# Designações de mísseis ar-ar da Organização do Tratado do Atlântico Norte
Aqui estão algumas das designações utilizadas pela OTAN para a referenciação de mísseis ar-ar usados pela extinta União Soviética.
- AA-1 "Alkali"
- AA-2 "Atoll"
- AA-3 "Anab"
- AA-4 "Awl"
- AA-5 "Ash"
- AA-6 "Acrid"
- AA-7 "Apex"
- AA-8 "Aphid"
- AA-9 "Amos"
- AA-10 "Alamo"
- AA-11 "Archer"
- AA-12 "Adder"
- AA-X-13 "Arrow"